# Station Kozienice
Station Kozienice is een voormalig spoorwegstation in de Poolse plaats Kozienice.